# Martensolasma jocheni
Espèce
Martensolasma jocheni est une espèce d'opilions dyspnois de la famille des Nemastomatidae.

## Distribution
Cette espèce est endémique du Mexique. Elle se rencontre en Aguascalientes et au Puebla.

## Description
Le mâle holotype mesure 2 mm.

## Systématique et taxinomie
Cette espèce a été décrite par Shear en 2006.

## Étymologie
Cette espèce est nommée en l'honneur de Jochen Martens.

## Publication originale
- Shear, 2006 : « Martensolasma jocheni, a new genus and species of harvestman from Mexico (Opiliones: Nemastomatidae: Ortholasmatinae). » Zootaxa, no 1325, p. 191–198.